# Любитино
Любитино (на руски: Любытино) е селище от градски тип в Русия, административен център на Любитински район, Новгородска област. Населението му към 1 януари 2018 година е 2486 души.